# Thörl
Thörl est une commune autrichienne du district de Bruck-Mürzzuschlag en Styrie.

## Géographie

### Lieux et monuments
- Château de Schachenstein